# Alep Bållávrre
Alep Bållávrre, enligt tidigare ortografi Alep Pållaure, är en sjö i Jokkmokks kommun i Lappland och ingår i Luleälvens huvudavrinningsområde. Sjön har en area på 0,319 kvadratkilometer och ligger 730 meter över havet. Alep Bållávrre ligger i Padjelanta Natura 2000-område. Sjön avvattnas av vattendraget Bållávrjåhkå.

## Delavrinningsområde
Alep Bållávrre ingår i det delavrinningsområde (746530-154500) som SMHI kallar för Mynnar i Kieddejåkkå. Medelhöjden är 977 meter över havet och ytan är 44,14 kvadratkilometer. Det finns inga avrinningsområden uppströms utan avrinningsområdet är högsta punkten. Pållaurjåkkå som avvattnar avrinningsområdet har biflödesordning 3, vilket innebär att vattnet flödar genom totalt 3 vattendrag innan det når havet efter 434 kilometer. Avrinningsområdet består mestadels av kalfjäll (97 %). Avrinningsområdet har 1,41 kvadratkilometer vattenytor vilket ger det en sjöprocent på 3,2 %.